# Narukuge
Narukuge är ett vattendrag i Burundi.   Det ligger i provinsen Cibitoke, i den nordvästra delen av landet, 50 km norr om huvudstaden Bujumbura.
Omgivningarna runt Narukuge är en mosaik av jordbruksmark och naturlig växtlighet. Runt Narukuge är det tätbefolkat, med 276 invånare per kvadratkilometer.